# В воде, в которой пузыри
«В воде, в которой пузыри» — французская кинокомедия с Луи де Фюнесом, снятая по роману Марселя Претре «La Chair a Poissons».

## Сюжет
Одним прекрасным солнечным днём Поль Эрнзе (Луи де Фюнес) отправился на рыбалку, но вместо рыбы выловил утопленника. Поль решил не сообщать об этом в полицию, чтобы избежать неприятностей, но обстоятельства сложились как раз наоборот: именно Поль стал первым подозреваемым в убийстве, ведь, избавляясь от трупа, он случайно оставил в кармане его пиджака свою зажигалку…